# Condado de Haralson
O Condado de Haralson é um dos 159 condados do Estado americano de Geórgia. A sede do condado é Buchanan, e sua maior cidade é Buchanan. O condado possui uma área de 733 km², uma população de 25 690 habitantes, e uma densidade populacional de 35 hab/km² (segundo o censo nacional de 2000). O condado foi fundado em 25 de janeiro de 1856.